# Zärtlichkeiten im Bus
Zärtlichkeiten im Bus ist eine Comedy-Sendung mit einem Fokus auf musikalische Elemente. Die Sendung wird moderiert vom Musikduo „Zärtlichkeiten mit Freunden“ (Stefan Schramm und Christoph Walther) in ihren Rollen als Ines Fleiwa und Cordula Zwischenfisch.
Im Mittelpunkt jeder Folge steht jeweils ein prominenter Musiker bzw. eine prominente Musikerin. Diese Gäste werden mit einem umgebauten Oldtimer-Bus abgeholt. Während der Fahrt führen Cordula Zwischenfisch und Ines Fleiwa Interviews mit ihren Gästen. Die Musiker singen direkt im Bus, der u. a. mit einem Proberaum ausgestattet ist. Weiterhin finden kleine Auftritte an ungewöhnlichen Orten wie z. B. einer Bushaltestelle (Staffel 3 Folge 3 mit Michael Patrick Kelly) oder im Schrebergarten (Staffel 1 Folge 4 mit Christina Stürmer) statt. Die Musiker werden in der Regel von Fleiwa und Zwischenfisch musikalisch begleitet, als fester Bestandteil der Sendung kommt hier auch jeweils der Musikfreund „Der Reelle Reentko“ hinzu.

## Der Bus
Im Mittelpunkt der Sendung steht neben den Moderatoren und Gästen ein umgebauter VÖV-Linienbus der Marke Mercedes-Benz. Dieser ist silbermetallic mit blauer Front und wird in allen Folgen vom Busfahrer „Torsten“ gesteuert.
Der vordere Bereich ist mit Sofas ausgestattet, hier finden Interviews und kleine Musikeinlagen mit den Gästen statt. In der Mitte des Busses folgt eine Küche sowie ein kleiner Technikbereich für die TV-Aufzeichnungen, weiterhin ein WC und ein kleiner Raum für Überraschungen. Ganz hinten befindet sich schließlich der "kleinste rollende Proberaum" zum gemeinsamen Musizieren.

## Folgen
| Staffel | Folge | Gast                  | Erstausstrahlung             |
| ------- | ----- | --------------------- | ---------------------------- |
| 1       | 1     | Laing                 | Mittwoch, 15. Mai 2013       |
| 1       | 2     | Bosse                 | Mittwoch, 19. Juni 2013      |
| 1       | 3     | Leslie Clio           | Mittwoch, 26. Juni 2013      |
| 1       | 4     | Christina Stürmer     | Mittwoch, 3. Juli 2013       |
| 2       | 1     | Andreas Bourani       | Mittwoch, 16. Juli 2014      |
| 2       | 2     | Anna F.               | Mittwoch, 23. Juli 2014      |
| 2       | 3     | Maria Simon           | Mittwoch, 30. Juli 2014      |
| 2       | 4     | Larsito               | Mittwoch, 6. August 2014     |
| 3       | 1     | Christian Friedel     | Mittwoch, 2. September 2015  |
| 3       | 2     | Thomas Rühmann        | Mittwoch, 9. September 2015  |
| 3       | 3     | Michael Patrick Kelly | Mittwoch, 16. September 2015 |
| 3       | 4     | Max Mutzke            | Mittwoch, 23. September 2015 |
| 4       | 1     | Samy Deluxe           | Mittwoch, 5. Oktober 2016    |
| 4       | 2     | Cäthe                 | Mittwoch, 12. Oktober 2016   |
| 4       | 3     | Enno Bunger           | Mittwoch, 19. Oktober 2016   |
| 4       | 4     | Laith Al-Deen         | Mittwoch, 26. Oktober 2016   |
| 5       | 1     | Michael Robert Rhein  | Mittwoch, 30. August 2017    |
| 5       | 2     | Elif Demirezer        | Mittwoch, 6. September 2017  |
| 5       | 3     | Yvonne Catterfeld     | Mittwoch, 13. September 2017 |
| 5       | 4     | Milliarden (Band)     | Mittwoch, 20. September 2017 |
| 6       | 1     | Sarah Lesch           | Mittwoch, 7. November 2018   |
| 6       | 2     | Álvaro Soler          | Mittwoch, 14. November 2018  |
| 6       | 3     | Erdmöbel              | Mittwoch, 21. November 2018  |
| 6       | 4     | Hartmut Engler        | Mittwoch, 28. November 2018  |
| 7       | 1     | Alice Francis         | Mittwoch, 2. Oktober 2019    |
| 7       | 2     | Flo Mega              | Mittwoch, 16. Oktober 2019   |
| 7       | 3     | Wincent Weiss         | Mittwoch, 23. Oktober 2019   |
| 8       | 1     | Best Of - 1           | Mittwoch, 2. Dezember 2020   |
| 8       | 2     | Best Of - 2           | Mittwoch, 9. Dezember 2020   |

## Auszeichnungen und Nominierungen
Die dritte Folge der 4. Staffel mit Gast Enno Bunger (Erstausstrahlung am 19. Oktober 2016) wurde für den Grimme-Preis 2017 nominiert.
2018 wurde die Sendung im Rahmen der ARD-Programmprämie als eine der sechs erfolgreichsten Produktionen des Jahres 2017 für die ARD-Landesrundfunkanstalten in der Kategorie „große“ Unterhaltung ab 45 Minuten ausgezeichnet.